# Ciudad Altamirano
Ciudad Altamirano es una ciudad mexicana del estado de Guerrero y a su vez cabecera del municipio de Pungarabato. Se encuentra a 201 kilómetros de la Ciudad de México y forma parte de la región de Tierra Caliente de dicha entidad.
Ciudad Altamirano es actualmente la décima ciudad más poblada del estado acumulando un total de 25,850 habitantes en 2020.
Altamirano funciona como entronque de las carreteras federales 134 y 51, que comunican en el estado a Cutzamala de Pinzón con Zihuatanejo e Iguala con Ciudad Altamirano, respectivamente.
Se ubica junto al río Cutzamala, una de las principales afluentes del río Balsas, la cual sirve en esta región de frontera entre los estados de Guerrero y Michoacán, situándose esta ciudad en la porción fronteriza de los dos. Al erigirse el estado de Guerrero, Pungarabato no formaba parte de esta entidad, pues continuaba siendo del estado de Michoacán, sin embargo, existían problemas en cuanto la delimitación de los estados, que provocó la intervención del Gobierno federal. En 1907, por decreto del presidente de la República, Porfirio Díaz Mori, se corrigieron los límites de los estados de Guerrero y Michoacán, tomando como base el cauce del río Cutzamala, afluente del Balsas, que corre por el noroeste de la cabecera municipal de Pungarabato, pasando ésta y parte del área geográfica de este municipio a la jurisdicción de Guerrero.

## Toponimia

### Nombre
La ciudad ostenta el nombre de Altamirano en honor al escritor, literato y político Ignacio Manuel Altamirano, originario de Tixtla. Se le llamó Ciudad Altamirano desde 1936 por Decreto del gobernador José Inocente Lugo. Su primer nombre fue Pungarihoato, que significa "Cerro de Plumas" en purépecha, debido a que elaboraban mosaicos de plumas.

### Escudo

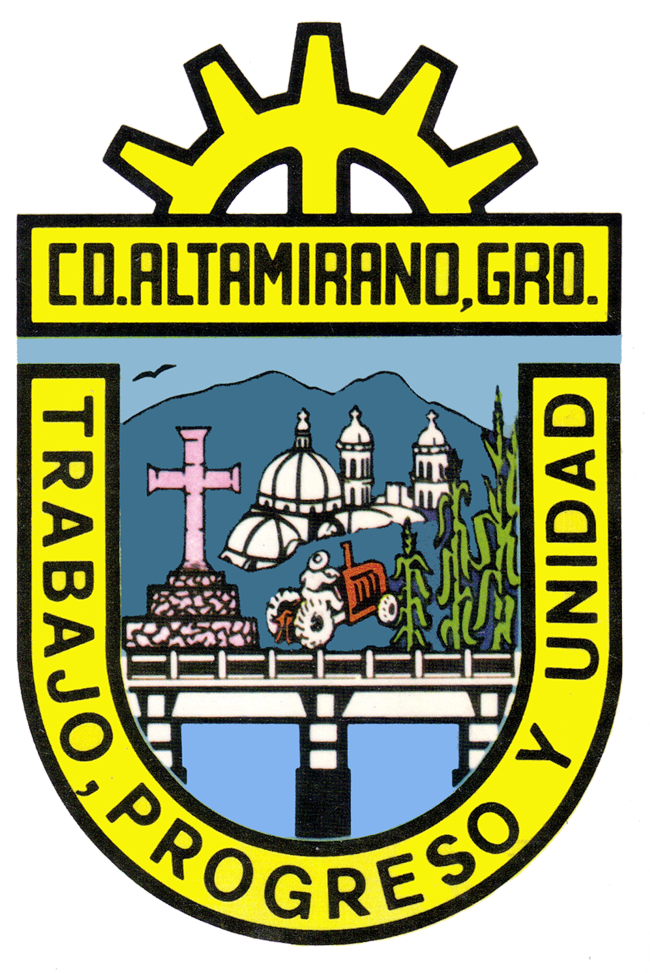
Escudo de Ciudad Altamirano

El escudo de Ciudad Altamirano lo integran las figuras de la iglesia, el puente sobre el río Cutzamala, el cerro de Chuperio, un tractor, una milpa y un zopilote, que simbolizan la unidad, el trabajo y el progreso. Se describe así: “Conserva un formato tradicional en forma de ‘U’, rematada con un penacho en la parte superior.
“En su interior destaca la regia figura del cerro Chuperio, mudo testigo de tantos hechos que han transcurrido a lo largo de toda la historia, desde la fundación del antiguo Pungarabato (la Conquista, la Independencia, la Revolución, etc.), hasta nuestros días. En el cielo aparece la apacible silueta de un zopilote, ave de rapiña común en esta región, que, lamentablemente, tiende a desaparecer–. En el centro sobresale la fisonomía de la catedral, original monumento arquitectónico, construido en diferentes épocas, que engloba la ciudad, la familia, su personalidad, la sociedad, la población y su idiosincrasia. En el costado izquierdo se ve la ‘Cruz de Mayo’, símbolo de la fe y la leyenda, donde se dice que está hincado el ‘Báculo Sagrado’ del ‘Padre Santo’, Fray Juan Bautista Moya, fundador de esta ciudad, como testimonio de paz y tranquilidad.
“En el flanco derecho se aprecia un sembradío de maíz, uno de los principales cultivos de este municipio, mismo que representa el desarrollo del campo. El tractor, la expresión del avance tecnológico. Todo esto, moviéndose en torno al único creador de sus costumbres y tradiciones, testigo de su presente y su pasado: el hombre. En la parte inferior se ve la corriente del río Cutzamala, que baña la ribera norte de la ciudad, y mitiga el anhelo de esa zona, representando magia, vida y canto, embellecido por el puente, lazo indispensable entre el comercio, el progreso y la comunicación.
“En la parte superior, en vez del tradicional penacho de plumas, queda plasmado el engranaje, que constituye el trabajo, la industria y la productividad. Como texto se lee, en primer término y en forma horizontal, el nombre de CIUDAD ALTAMIRANO, GUERRERO, cabecera del municipio de Pungarabato y la ciudad de mayor importancia de esta vasta región de la Tierra Caliente, de los estados de México, Michoacán y Guerrero. Siguiendo el contorno del escudo, y leyendo de izquierda a derecha y de arriba hacia abajo, a manera de lema, se presentan las palabras: TRABAJO, PROGRESO Y UNIDAD, filosofía del altamiranense de todos los tiempos. Respecto a los colores, el escudo está enmarcado con un color oro, por ser éste el elemento básico de una de las más importantes industrias de Ciudad Altamirano, la orfebrería, famosa por sus maravillosas filigranas. El conjunto cromático interno es afín a la naturaleza.
“Esta descripción podría resumirse de la siguiente manera: Se tiene en un solo emblema la representación gráfica del Pungarabato antiguo y moderno, lo que hoy es Ciudad Altamirano, Guerrero. Su historia: el Cerro Chuperio; su leyenda: la Cruz de Mayo; la industria: el engranaje; el comercio y las comunicaciones: el puente; el campo: el maíz; la ciudad: la Catedral; la vida: el río y el cielo; su mentalidad: el lema, y, lo más importante, el elemento humano: el campesino. Este emblema fue creado por el licenciado Arturo Villela Hernández y aprobado en sesión de cabildo el 3 de mayo de 1983, siendo presidente municipal el señor Tirso Castillo Molina”.

## Historia
Los libros "Historia de Tierra Caliente" y Crónicas de Tierra Caliente" de Alfredo Mundo Fernández dicen que Ciudad Altamirano tuvo el nombre de Pungarihoato o Pungarabato, fundado en una loma al este de la actual ciudad. Y siguen diciendo esas obras que:
La ciudad fue fundada por Los Mezcala como lo fueron Cutzamala, Coyuca, Ajuchitlán, Totolapan, Tlalchapa y Zirándaro, después del siglo IV de nuestra era que es cuando llegan por la región de Tepecoacuilco y bordean el río Balsas (o Mezcala) fundando pueblos hasta Zirándaro. Dicen las citadas obras que Los Mezcala son reconocidos como Cultura hasta el 2002 por el INAH y fundan pueblos, aparte de los anteriores, hasta en afluentes del mencionado río. Así fundan la enigmática ciudad del cerro de Los Monos más allá de Tlalchapa y Villamadero. Se ignora su nombre en aquellos tiempos y solo se conoce el que le dieron los tarascos en el siglo XV cuando la conquistan.
Se dice que Ciudad Altamirano tuvo como nombre primitivo el de Pungarihoato que está en tarasco (phoré o phorépecha o purépecha) y significa cerro de las plumas. Se llamó así porque en tiempos de los tarascos el pueblo estaba en un cerrito donde se elaboraban bellos mosaicos de plumas multicolores famosos en el imperio. Pungarihoato (que después se deriva en Pungarabato) es conquistado por los tarascos enviados desde las riberas del lago de Pátzcuaro por el célebre triunvirato de los reyes Hiripan, Tangaxoan e Hiquíngari. Esto sucede entre 1410 y 1415 y se le conquistó junto con ‘’Cuyucan’’ (Coyuca), ‘’Apatzingani’’ (Cutzamala) y Sirándiro (Zirándaro).  Para esto las citadas obras hacen referencia a La Relación de Michoacán de 1538 colocando un mapa antiguo del lago de Pátzcuaro donde estaban los tres reyes, dice "Historia de Tierra Caliente".
En Pungarabato adoraban al dios tarasco Punguarancha (que significa ‘’ídolo con plumas’’) que era el dios mensajero del Apatzi, el dios tarasco de la Muerte que veneraban en Apatzingani (hoy Cutzamala) y que en Apatzingani tenía el rey tarasco Tzitzipandacuare una guarnición de diez mil guerreros purépechas desde 1480, que se enfrentaban a los aztecas o mexicas que el emperador Axayácatl tenía en el fuerte de Ostuma, a unos cuantos kilómetros.  Pungarabato, Cuyucan, Sirándiro y toda la región tenían que enviar bastimentos y hombres a Apatzingani para sostener la guarnición, según La Relación de Sirándaro y Guayameo de 1579 que pertenece a Las Relaciones Geográficas de la diócesis de Michoacán y que aparecen en "Crónicas de Tierra Caliente".
Continúa diciendo que en el siglo XV, se veneraban en Pungarabato al dios Punguarancha que era el Mensajero de los dioses, en este caso del Apatzi el dios de la Muerte de la mitología tarasca cuyo único adoratorio estaba en Apatzingani hoy Cutzamala y que era la deidad del Cumiechúcuaro Sur cuyo color era el Negro. En las guerras de los tarascos de Apatzingani contra los aztecas de Oztuma, Punguarancha llevaba el mensaje de muerte a los enemigos y lo ejecutaba el Apatzi. A la guarnición de Cutzamala o Apatzingani tenían que llevar alimentos y jóvenes guerreros como tributo Pungarihoato hoy Pungarabato,Coyuca y toda la Tierra Caliente. Dice el Ing. Mundo Fernández que los jóvenes de la guarnición de Apatzingani (Cutzamala) iban a pelear a Oztuma desnudos, "en cueros", y que recibieron del rey Tzitzipandacuare la consigna de atacar sin descanso y tomar aquella fortaleza azteca hasta que en 1520 se adueñan por completo de ella. Posteriormente, en la época Colonial, se crea la encomienda de Pungarabato en 1526 siendo el primer encomendero don Pedro de Batzán que la comparte con Fernando Alonso de Villanueva. Después de largo juicio le queda la encomienda a don Pedro, que al morir la hereda a su hijo Hernando de Batzán. Otros encomenderos fueron Juan Velázquez de Salazar, Ángel de Villafaña, Alonso Gutiérrez de Badajoz y Antonio de Anguiano. En las obras citadas se colocan diferentes oficios del tributo que daba Pungarabato a los españoles en el siglo XVI.

### Época virreinal
En lo eclesiástico, Pungarabato perteneció al Obispado de Michoacán estando dentro de la Jurisdicción de Guayameo. Entre 1552 y 1554 llega el agustino Fray Juan Bautista Moya a Pungarabato que lo escoge como su residencia y centro de operaciones, pues desde ahí se traslada a toda la Tierra Caliente construyendo iglesias, fundando y repoblando pueblos. Permanece ahí hasta 1567 en que enferma y se le traslada a Valladolid (hoy Morelia) en donde muere en diciembre. Para ese mismo año, los curatos de Pungarabato y Cutzamala se sostenían de la gran bonanza que daban las seis minas que estaban en el cerro Alba de Liste, en Cutzamala.  En 1828, el cura de Pungarabato, don Tomás Arriaga, extrajo un ídolo de oro de las yácatas de Pungarabato que llevó a don Ángel Mariano Morales a Morelia y que era el Obispo de Michoacán.

### México independiente
Pungarabato participó en la Guerra de Independencia, en la de Reforma y sobre todo en la Revolución mexicana de 1910. Al crearse el Estado de Guerrero en 1849, Pungarabato envía una comisión a la Ciudad de México a pedir al Presidente de la República que les permita seguir en el estado de Michoacán. Así se hace, y es hasta 1907 cuando Pungarabato junto con Zirándaro pasan a formar parte del estado de Guerrero por un decreto del entonces Presidente don Porfirio Díaz. En 1863, Pungarabato había dejado de pertenecer al Obispado de Michoacán pasando a la diócesis de Chilapa en el Estado de Guerrero.

### SigloXX
El 1 de agosto de 1936, se cambia el nombre de Pungarabato por el de Ciudad Altamirano, por Decreto del gobierno del Estado de Guerrero, quedando aquel antiguo nombre solo al municipio y no a la cabecera. Dicho cambio fue a propuesta del poeta y periodista Manuel Macedonio Reynoso. El Ing. Alfredo Mundo Fernández comenta que fue una decisión muy desatinada que el gobernador J. Inocente Lugo haya cambiado aquel histórico y bello nombre purépecha de Pungarabato por el de Ciudad Altamirano en 1936, de tal manera que actualmente existe un gran descontento de los pungarabatenses, que desean que ese pueblo antiquísimo recupere su nomenclatura original que inmediatamente lo coloca en los libros antiguos como un centro importantísimo en la Colonia con fray Juan Bautista Moya. El 3 de noviembre de 1947, el municipio de Pungarabato cedió parte de su territorio al municipio de Tlapehuala. Para 1965 se erige la diócesis de Ciudad Altamirano por bula del papa Paulo VI teniendo en su Obispado a pueblos de los estados de Guerrero, Michoacán y México.

## Geografía

### Ubicación
Ciudad Altamirano está ubicada al oeste del estado de Guerrero en la región geográfica conocida como Tierra Caliente. El centro de la ciudad se encuentra en las coordenadas geográficas: 18°21′22″N 100°40′12″O / 18.35611, -100.67000.

### Clima
En Ciudad Altamirano, el clima es cálido tropical seco al igual que en el resto de la tierra caliente. Aunque recibe alrededor de 1,000 mm anuales de precipitación durante el verano, los otros meses se caracterizan por ser muy secos, con valores muy bajos de humedad. La temperatura media es de 28.3. C.
Las temperaturas máximas superan los 40 grados los meses más calientes que son marzo, abril y mayo. En verano comienza la temporada de lluvias, las temperaturas máximas bajan entre los 34-36 °C, mientras que las mínimas aumentan de 22 a 25 grados. En el otoño las lluvias cesan, las máximas se mantienen entre los 32° y 35° y las mínimas comienzan a bajar comenzando a fluctuar entre los 18° y 21 °C. En invierno la temperatura llega a disminuir a 15 °C, mientras que las máximas son de 33° a 35 °C.
| Parámetros climáticos promedio de Ciudad Altamirano | Parámetros climáticos promedio de Ciudad Altamirano | Parámetros climáticos promedio de Ciudad Altamirano | Parámetros climáticos promedio de Ciudad Altamirano | Parámetros climáticos promedio de Ciudad Altamirano | Parámetros climáticos promedio de Ciudad Altamirano | Parámetros climáticos promedio de Ciudad Altamirano | Parámetros climáticos promedio de Ciudad Altamirano | Parámetros climáticos promedio de Ciudad Altamirano | Parámetros climáticos promedio de Ciudad Altamirano | Parámetros climáticos promedio de Ciudad Altamirano | Parámetros climáticos promedio de Ciudad Altamirano | Parámetros climáticos promedio de Ciudad Altamirano | Parámetros climáticos promedio de Ciudad Altamirano |
| Mes                                                 | Ene.                                                | Feb.                                                | Mar.                                                | Abr.                                                | May.                                                | Jun.                                                | Jul.                                                | Ago.                                                | Sep.                                                | Oct.                                                | Nov.                                                | Dic.                                                | Anual                                               |
| --------------------------------------------------- | --------------------------------------------------- | --------------------------------------------------- | --------------------------------------------------- | --------------------------------------------------- | --------------------------------------------------- | --------------------------------------------------- | --------------------------------------------------- | --------------------------------------------------- | --------------------------------------------------- | --------------------------------------------------- | --------------------------------------------------- | --------------------------------------------------- | --------------------------------------------------- |
| Temp. máx. abs. (°C)                                | 43.0                                                | 42.0                                                | 43.5                                                | 45.0                                                | 46.0                                                | 47.0                                                | 41.0                                                | 41.5                                                | 39.0                                                | 41.0                                                | 40.5                                                | 39.5                                                | '                                                   |
| Temp. máx. media (°C)                               | 34.2                                                | 36.1                                                | 38.5                                                | 40.5                                                | 40.5                                                | 36.9                                                | 34.0                                                | 33.3                                                | 32.9                                                | 33.8                                                | 34.5                                                | 33.8                                                | 35.8                                                |
| Temp. media (°C)                                    | 26.2                                                | 27.6                                                | 29.2                                                | 31.4                                                | 32.0                                                | 29.3                                                | 28.3                                                | 28.2                                                | 27.2                                                | 27.5                                                | 27.2                                                | 26.4                                                | 28.4                                                |
| Temp. mín. media (°C)                               | 16.9                                                | 18.5                                                | 20.7                                                | 23.2                                                | 24.9                                                | 23.7                                                | 22.2                                                | 22.1                                                | 22.2                                                | 21.7                                                | 19.4                                                | 17.3                                                | 21.1                                                |
| Temp. mín. abs. (°C)                                | 9.0                                                 | 8.0                                                 | 11.0                                                | 11.5                                                | 11.5                                                | 13.5                                                | 14.5                                                | 15.0                                                | 14.0                                                | 10.0                                                | 10.0                                                | 4.5                                                 | '                                                   |
| Precipitación total (mm)                            | 13                                                  | 9                                                   | 5                                                   | 0                                                   | 17                                                  | 138                                                 | 142                                                 | 138                                                 | 179                                                 | 94                                                  | 18                                                  | 7                                                   | 760                                                 |
| Fuente n.º 1:                                       |                                                     |                                                     |                                                     |                                                     |                                                     |                                                     |                                                     |                                                     |                                                     |                                                     |                                                     |                                                     |                                                     |
| Fuente n.º 2:                                       |                                                     |                                                     |                                                     |                                                     |                                                     |                                                     |                                                     |                                                     |                                                     |                                                     |                                                     |                                                     |                                                     |

## Gobierno
Actualmente el gobierno de Ciudad Altamirano está compuesto por
- Presidente municipal, representado por Cuauhtémoc Mastachi Aguario, por el Partido Revolucionario Institucional para el periodo 2021-2024.[16]
- Síndico procurador municipal
- 8 regidores
  - Regidor de Desarrollo Urbano y Obra Pública
  - Regidor de Participación Social de la Mujer
  - Regidor de Desarrollo Económico y Rural
  - Regidor de Educación y Juventud
  - Regidor de Salud Pública y Asistencia Social
  - Regidor de Cultura, Recreación y Espectáculos
  - Regidor de Comercio y Abasto Popular
  - Regidor de Medio Ambiente y Recursos Natural

### Representación legislativa
Para la elección de los Diputados locales al Congreso del Estado de Guerrero y de los Diputados federales a la Cámara de Diputados de México, Ciudad Altamirano se encuentra integrado en los siguientes distritos electorales:

#### Local
| Distrito                                   | Cabecera          | Diputado               | Secciones | Partido | Ref.   |
| ------------------------------------------ | ----------------- | ---------------------- | --------- | ------- | ------ |
| XVIII Distrito Electoral Local de Guerrero | Ciudad Altamirano | Adolfo Torales Catalán | 162       |         | [ 17 ] |

#### Federal
| Distrito                                 | Cabecera          | Diputado               | Secciones | Partido | Ref.   |
| ---------------------------------------- | ----------------- | ---------------------- | --------- | ------- | ------ |
| Distrito electoral federal 1 de Guerrero | Ciudad Altamirano | Reynel Rodríguez Muñoz | 533       |         | [ 17 ] |

## Demografía

### Población
Conforme al Censo de Población y Vivienda 2020 realizado por el Instituto Nacional de Estadística y Geografía (INEGI) con fecha censal del 27 de marzo de 2020, Ciudad Altamirano contaba hasta ese año con un total de 25 850 habitantes, de dicha cifra, 12582 eran hombres y 13268 eran mujeres.
Notas
      Fuente:Instituto Nacional de Estadística y Geografía
- Censos de población (1900 - 1990, 2000, 2010 y 2020)[20]
- Conteos de Población (1995 y 2005)[20]

## Cultura

### Monumentos históricos y sitios de interés
Ciudad Altamirano cuenta con algunas edificaciones históricas, las cuales están protegidas en el estado por el Registro Público de Monumentos y Zonas Arqueológicos del INAH, de acuerdo a la Ley Federal sobre Monumentos y Zonas Arqueológicos, Artísticos e Históricos de México.

#### Arquitectura religiosa

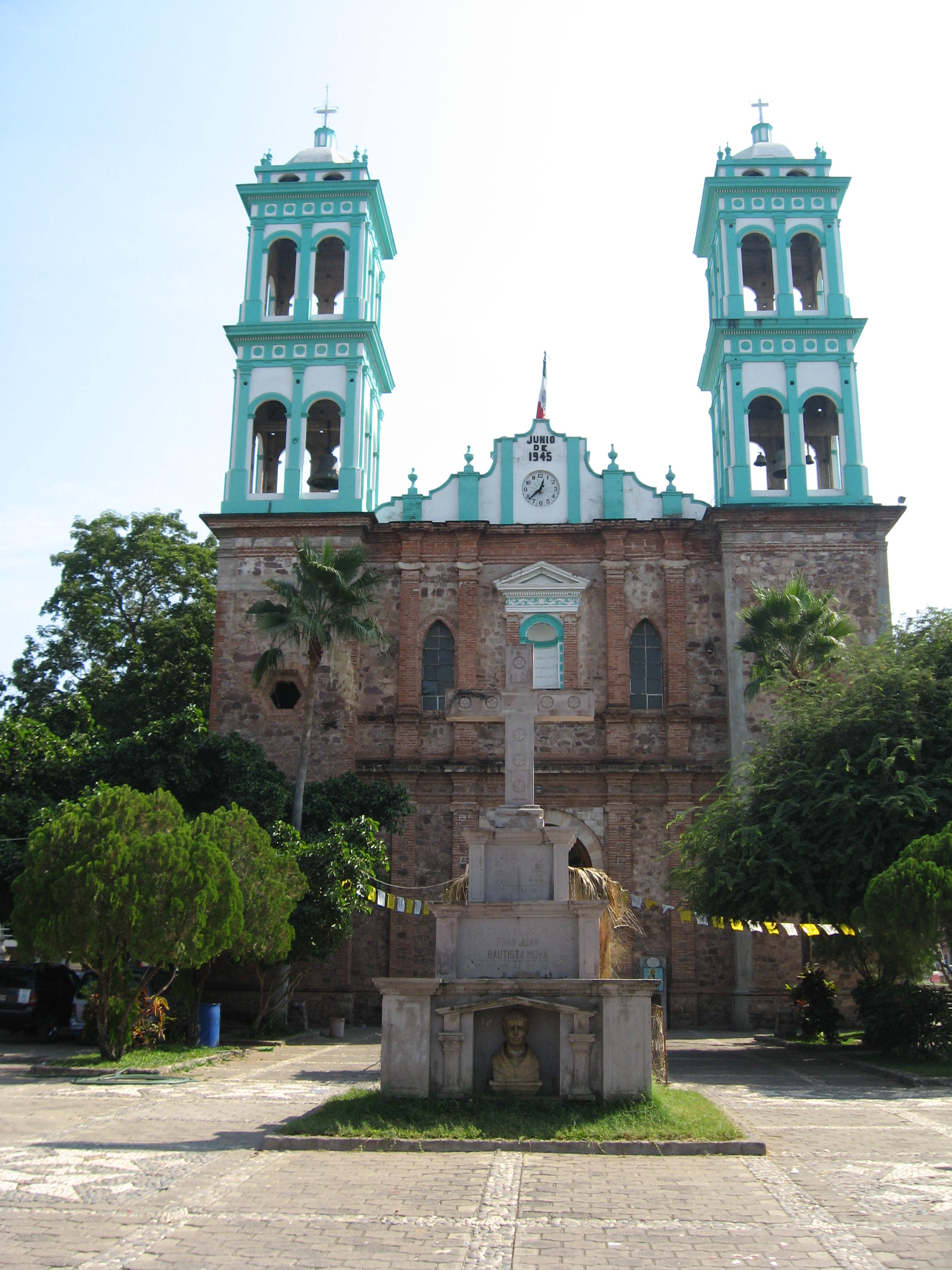
Catedral de San Juan Bautista.

- Catedral de San Juan Bautista, es un templo católico que es considerado uno de los monumentos religiosos en el estado de Guerrero, en México construida durante el siglo XVI. Se trata de un templo que sigue el rito latino o romano y sirve como la iglesia madre de la diócesis de Ciudad Altamirano (Diœcesis Civitatis Altamirensis) creada por el papa Pablo VI en 1964 mediante la bula "Populo Dei". Fray Juan Bautista Moya es considerado como la principal figura religiosa que dejara huella en la región. Nació un 24 de junio de 1504 en Jaén, Andalucía, se llamaba Juan Bautista Moya y Valenzuela, hijo de don Jorge Moya y doña Tomasa Valenzuela, y culminó sus estudios en la Universidad de Salamanca. Llegó a los 32 años al actual territorio mexicano y en 1537 ya se le encuentra en Tlapa, hoy estado de Guerrero, y desde ese punto evangelizará una gran cantidad de pueblos perdidos en la Costa Chica y Costa Grande, logrando llegar hasta Zacatula, desembocadura del río Balsas y regresando río arriba hasta penetrar en Tierra Caliente y de esa forma regresar a su base de Tlapa, tras haber fundado más de 300 comunidades.

### Tradiciones
Algunas de las creencias o costumbres en Pungarabato son propias de toda la tierra caliente; por ejemplo, el día de San Juan, que se celebra el 24 de junio, al igual que en toda la región calentana, se acostumbra ir a comer a la loma o cerro más cercano de la población (debido a que el cerro llamado "san juan" ya se encuentra invadido por la urbe); acude la gente vestida con alguna prenda de color rojo, aunque el hecho de que el santo patrono de la catedral sea precisamente San Juan Bautista hace que esta tradición se celebre, en Ciudad Altamirano, con mayor relevancia. 
También se piensa que los remolinos provocados por los vientos son representaciones físicas del demonio, hecho que motiva que las personas se santigüen al avistar uno de estos fenómenos naturales, muy frecuentes durante los meses más secos del año. Otra creencia popular de los habitantes de Ciudad Altamirano es que a los árboles que no han dado fruto se les ponga durante el sábado de gloria un vestido de mujer en el tronco y con una reata se les pegue, para estimular su fertilidad.
Desgraciadamente, a pesar de que Ciudad Altamirano cuenta con un infinito número de tradiciones y costumbres, actualmente las nuevas generaciones ya no se interesan por conservarlas ni promoverlas. Habría que sentarse a conversar con la gente altamiranense de edad adulta, para conocer en realidad los miles de costumbres y tradiciones con las que crecieron y que, tristemente, se van perdiendo cada vez más, cuando la gente mayor fallece y a los jóvenes ya no les interesa perpetuar.
Una de las mejores tradiciones es su expo feria que se celebra en los últimos días del mes de noviembre y principios de diciembre, iniciando con la elección de reina (Señorita tierra caliente) donde participan mujeres jóvenes de los municipios que pertenecen a la región de tierra caliente de los estados de Michoacán, estado de México y Guerrero, después se da inicio de la feria con el tradicional desfile que es visitada por aproximadamente 15 mil personas, no tiene día oficial ya que cada año cambia pero siempre se realiza unos días después del desfile del 20 de noviembre, siempre es un día viernes con un horario de 9 AM a 2 PM, es la feria más visitada de la región tierra caliente Guerrero dura aproximadamente 10 días, donde se puede disfrutar de cultura, gastronomía y diversión.

### Artesanías
La orfebrería se realiza mediante la aleación de plata, cobre y oro. En filigrana se elaboran objetos como pulseras, cadenas, anillos, aretes y otros productos que gozan de una excelente aceptación en el mercado estatal y nacional.
Asimismo, se puede apreciar la elaboración artesanal de hermosos sombreros y huaraches (de piel) que dan muestra de una gran elaboración, creatividad y calidad que los artesanos ponen en sus artículos. Resaltando que esta labor es puramente hecha a mano, sin requerir de maquinaria.

### Gastronomía
Dentro de toda la variedad culinaria, destacan el aporreado, las combas, carne de cerdo en muy diferentes guisos, mole con tamales nejos, uchepos, toqueres, enchiladas rojas, enchiladas rancheras, buñuelos remojados en piloncillo, calabaza con leche, atole de pinole con gorditas de shales, atole blanco con batidillo y una serie de platillos que hacen de los desayunos, comidas y cenas una verdadera delicia.
- El aporreado: carne de res (cecina oreada) con huevo; guisada en salsa de tomate y Chile asado preparados en un molcajete con ajo y cebolla.
- Enchiladas rojas: Tortilla de maíz pasada por una salsa de chiles secos (guajillo) y dorada en manteca de cerdo. Se rellena de puré de papa o de frijoles y se decora con col rayada, crema, queso y chiles en vinagre. Se suele acompañar con una pieza de pollo en asado.
- Enchiladas rancheras: Tortilla de maíz remojada en salsa de chiles secos (guajillo) y se sirve extendida con queso molido encima, formando varias capas de tortillas y queso, alternadamente (el forma de torre). Se decora con cebolla picada y orégano.

### Personas destacadas
- Cipriano Jaimes (1885-1928), militar de la región en la Revolución mexicana de 1910 y años subsiguientes.
- Manuel Negrete (1959-), futbolista profesional, mundialista en México 86.
- Giovanni Segura (1982-), boxeador profesional.[22]
- Mollete Hernández Valencia (2008-), Comerciante de Molletes local y dueño de la cadena de restaurantes Los michoacanos

## Economía

### Comercio
- Dos mercados municipales.
- Un supermercado Bodega Aurrera.
- Dos supermercados Merza. (Cerrados por inseguridad.)
- Dos tiendas Elektra
- Bancos como: Banamex, Santander, BBVA, Banco Azteca y Compartamos Banco.
- Cajero ATM de Banamex, BBVA, Santander y Banco Azteca
- Farmacias: Farmapronto y Farmacias Similares.
- Una tienda Coppel Inaugurada en  julio del año 2010.

### Servicios
- Dirección de Agua Potable.
- Comisión Federal de Electricidad.
- Policía y Tránsito Municipal.
- Telefonía fija e Internet (TELMEX).
- Telefonía celular (Telcel, Movistar y Unefon).
- Televisión por cable (Megacable).
- Televisión por satélite (SKY y Dish).
- Oficina de correos de Correos de México.
- Oficina de Telecom/Telégrafos.
- Panteón municipal.
- Central de Autobuses Estrella Blanca.
- Estación de autobuses de la Estrella de Oro.
- Hospital Rural de la Secretaría de Salud Pública.
- Unidad de Hemodiálisis situada al costado de la Gasolineria Santamaría  desde el año 2017.
- Unidad Médica Familiar del IMSS.
- Unidad de Medicina Familiar del ISSSTE.
- Unidad Deportiva Municipal.
- DIF Municipal.
- Casa de la cultura.
- Bodega Aurrera.

### Autobuses
| Líneas de Autobuses               | Destinos |
| --------------------------------- | --- |
| Autobuses Excelencia              | - Ajuchitlán - Churumuco de Morelos - Ciudad Lázaro Cárdenas - Ciudad de México (Terminal Central de Autobuses del Poniente) - Tejupilco - Temascaltepec - Toluca - Zirándaro |
| Autobuses Estrella de Oro         | - Acapulco - Arcelia - Ciudad de México (Terminal Central de Autobuses del Sur) - Chilpancingo - Cuernavaca - Iguala - Teloloapan - Tlapehuala |
| Autobuses Futura                  | - Acapulco - Arcelia - Ciudad de México (Terminal Central de Autobuses del Sur) - Chilpancingo - Cuernavaca - Iguala - Puente de Ixtla - Teloloapan - Tlapehuala |
| Autobuses Costa Line              | - Acapulco - Arcelia - Ciudad de México (Terminal Central de Autobuses del Sur) - Chilpancingo - Cuautla - Cuernavaca - Puente de Ixtla - Teloloapan - Tlapehuala |
| Autobuses Línea de Oro            | - Acuitzio del Canje - Carácuaro - Huetamo - Nocupétaro - Morelia - Tiquicheo - Tuzantla - Zitácuaro |
| Ómnibus de México                 | - Atlacomulco - Celaya - Ciudad de Aguascalientes - Ciudad de Chihuahua - Ciudad de Querétaro - Ciudad de México (Terminal Central de Autobuses del Sur) - Ciudad de San Luis Potosí - Ciudad de Zacatecas - Ciudad Juárez - Guadalajara - Hermosillo - Heroica Caborca - Heroica Matamoros - La Piedad de Cabadas - Matehuala - Monterrey - Nuevo Laredo - Saltillo - Tepic - Tijuana |
| Omnibuses Mexicanos               | - Austin - Dallas - Houston - Laredo - San Antonio - Nuevo Laredo |
| Autobuses Zinacantepec (Zina-bus) | - Amatepec - Arcelia - Coyuca de Catalán - Cutzamala - Tejupilco - Temascaltepec - Toluca - Valle de Bravo - Zihuatanejo - Zitácuaro |